# Griekenland op het Eurovisiesongfestival 1992
Griekenland nam deel aan het Eurovisiesongfestival 1992 in Malmö, Zweden. Het was de 15de deelname van het land op het Eurovisiesongfestival. ERT was verantwoordelijk voor de Griekse bijdrage voor de editie van 1992.

## Selectieprocedure
Voor het eerst sinds 1985 besliste de Griekse omroep om, in plaats van een nationale finale met meerdere artiesten te organiseren, zowel de kandidaat als het lied intern te selecteren. Men koos uiteindelijk voor de zangeres Cleopatra met het lied Olou tou kosmou i elpida.

## In Malmö
Griekenland moest in Zweden als 5de optreden, net na Turkije en voor Frankrijk. Op het einde van de puntentelling hadden de Grieken 94 punten verzameld, wat ze op een 5de plaats bracht. Dit was een evenaring van hun beste prestatie tot dan toe (eerder werd Griekenland vijfde in 1977). Men ontving 2 keer het maximum van de punten, afkomstig van Cyprus en Italië. België en Nederland gaven respectievelijk 0 en 4 punten aan deze inzending.

### Gekregen punten

#### Finale
| 12 punten            | 10 punten                | 8 punten              | 7 punten                           | 6 punten |
| -------------------- | ------------------------ | --------------------- | ---------------------------------- | -------- |
| - Cyprus - Italië    | - Zwitserland            | - Noorwegen - Turkije | - Frankrijk - Israël - Joegoslavië |          |
| 5 punten             | 4 punten                 | 3 punten              | 2 punten                           | 1 punt   |
| - Finland - Portugal | - Nederland - Oostenrijk | - Zweden              | - IJsland                          |          |

### Punten gegeven door Griekenland

#### Finale
Punten gegeven in de finale:
| 12 punten | Ierland     |
| 10 punten | Cyprus      |
| 8 punten  | Oostenrijk  |
| 7 punten  | Malta       |
| 6 punten  | IJsland     |
| 5 punten  | Nederland   |
| 4 punten  | Spanje      |
| 3 punten  | Italië      |
| 2 punten  | Portugal    |
| 1 punt    | Joegoslavië |

1974 · 1975 · 1976 · 1977 · 1978 · 1979 · 1980 · 1981 · 1982 · 1983 · 1984 · 1985 · 1986 · 1987 · 1988 · 1989 · 1990 · 1991 · 1992 · 1993 · 1994 · 1995 · 1996 · 1997 · 1998 · 1999-2000 · 2001 · 2002 · 2003 · 2004 · 2005 · 2006 · 2007 · 2008 · 2009 · 2010 · 2011 · 2012 · 2013 · 2014 · 2015 · 2016 · 2017 · 2018 · 2019 · 2020 · 2021 · 2022 · 2023 · 2024 · 2025